# Aroscupen
Aroscupen är en internationell ungdomsturnering i fotboll för flickor och pojkar som första gången arrangerades 1978. Över 550 lag deltar, vilket innebär att cirka 7 500 ungdomar deltar i turneringen på cirka femtio gräsplaner. 2017 deltog 530 olika fotbollslag. Nytt för 2018 var att även 7–8 åringar får deltaga.
Aros Cupen firade det 40:e turneringsåret med en jubileumsturnering 2018. 80 000 måltider serverades på 24 skolor som användes under cupen. 
Cupen arrangeras av Skiljebo SK i Västerås.